# Jan Willem Duyff
Jan Willem Duyff (Arnhem, 7 maart 1907 – Leiden, 6 oktober 1969) was een Nederlandse arts, hoogleraar en verzetsstrijder tijdens de Tweede Wereldoorlog.

## Verzetswerk
Duyff was voor de oorlog het hoofd van het fysiologisch laboratorium van de Universiteit van Leiden. Hier had hij daarvoor ook medicijnen gestudeerd. Ten tijde van de Tweede Wereldoorlog was hij zeer actief in het verzet en speelde daar een coördinerende rol. Hij was aan het eind van de oorlog het hoofd van het Sabotagebureau van de Binnenlandse Strijdkrachten geworden en viel direct onder Prins Bernhard waar hij veel contact mee had. Zijn bureau coördineerde aanslagen op Duits materieel als auto's treinen, schepen en benzinedepots.

## Na de oorlog
Duyff reisde na 1945 met Prins Bernhard mee naar de Verenigde Staten. Hij werkte tijdens de onafhankelijkheidsoorlog in het toenmalige Nederlands-Indië hard mee in de campagne om de Amerikaanse publieke opinie ten gunste van Nederland te beïnvloeden. Na enige tijd keert Duyff terug tot de wetenschap en wordt hoogleraar fysiologie te Leiden. Hij kreeg voor elkaar dat er een nieuw geavanceerd laboratorium zou komen met daarin, heel bijzonder, een slaapkamer voor zichzelf en organiseerde het grote fysiologiecongres in 1963. Ook was hij een van de samenstellers in 1967 van de Nieuwe Medische Winkler Prins encyclopedie. Voor zijn verzetswerkzaamheden ontving hij te Den Haag op 8 april 1953 van de Amerikaanse regering de Medal of Freedom with Bronze Palm.